# Турстан ле Гоз
Турстан ле Гоз (фр. Thorstein le Goz; ум. между 1047 и 1055) — виконт в Нормандии, сын Ансфрида, предок рода виконтов Авранша.

## Биография
Отцом Турстана был некий Ансфрид, имевший скандинавские корни: его имя упоминает Гильом Жюмьежский, сообщая, что тот был датчанином.
Впервые имя Турстана появляется в уставе о пожертвовании герцога Нормандии Ричарда II аббатству Фекан, датированном около 1017 года. В 1027—1047 годах Турстан был свидетелем нескольких уставов о пожертвованиях нормандских герцогов аббатствам Берне (август 1027 года), Мон-Сен-Мишель (ок. 1030 года), Жюмьеж (ок. 1040 года и до 1047 года) и Сент-Трините-де-Руан (между 1038 и 1050 годами). Возможно владения Турстана находились в области Иемуа.
После смерти в 1037 году архиепископа Руана Роберта, который после смерти герцога Роберта Дьявола был опекуном его юного сына Вильгельма II (будущего короля Англии Вильгельма I Завоевателя), в Нормандии начались беспорядки. Нормандская знать, пользуясь ослаблением центральной власти, начала бороться за влияние на молодого герцога, а нормандские бароны начали захватывать каменные герцогские замки, находившиеся в их владениях. Одним из таких баронов был Турстан, который захватил замок Тилльери.
В 1040 году в Нормандию вторгся король Франции Генрих I, найдя при этом союзников среди местной знати. В их числе был Турстан, который помог французскому королю захватить город Аржантан, а затем и сам захватил Фалез, выгнав из него герцогский гарнизон. Только благодаря вмешательству Рауля Гассийского, главного наставника юного герцога, удалось освободить Фалез, а Турстан был отправлен в изгнание. Однако вскоре он вернулся в Нормандию.
В 1047 году Турстан принял участие в новом восстании против герцога Вильгельма, организованном Ги де Брионом, после разгрома которого он был изгнан из Нормандии. О дальнейшей судьбе Турстана ничего неизвестно.
Сын Турстана, Ричард ле Гоз, в будущем стал виконтом Авранша и преданно служил Вильгельму, а внук, Гуго, получил от короля богатые владения в Англии, а также титул графа Честера.

## Брак и дети
Имя жены Турстана неизвестно, однако у него было двое детей: Ричард, виконт Авранша, (ум. после 1082) и Роберт (ум. после 1047).